# Shinpa
Le shinpa (新派) (également écrit shimpa) est une forme de théâtre et de cinéma au Japon, représentant souvent des histoires mélodramatiques. 

## Histoire
Ses origines remontent à une forme de théâtre d'agitation propagande dans les années 1880, promue par Sadanori Sudo et Otojirō Kawakami (en), membres du parti libéral. Cette forme théâtrale acquiert finalement le nom « shinpa » (signifiant littéralement « nouvelle école ») pour la distinguer du kyūha (« ancienne école » ou kabuki) en raison de ses récits plus contemporains et plus réalistes. Avec le succès de la troupe Seibidan cependant, le théâtre shinpa se retrouve avec une forme plus proche du kabuki que du shingeki ultérieur en raison de son utilisation continue du onnagata et de la musique hors-scène. En tant que forme théâtrale, il rencontre le plus de succès au début des années 1900 lorsque les œuvres de romanciers tels que Kyōka Izumi, Ozaki Kōyō et Kenjirō Tokutomi sont adaptées pour la scène. 
Avec l'introduction du cinéma au Japon, le shinpa devient l'un des premiers genres de films en opposition à nouveau avec les films kyūha, car beaucoup de films sont basés sur des pièces shinpa. Quelques comédiens shinpa comme Masao Inoue par exemple, sont très actifs dans le cinéma et une forme appelée rensageki ou littéralement « Théâtre de la chaine » apparaît qui mêle cinéma et théâtre sur scène. Avec le développement du mouvement du cinéma pur réformiste dans les années 1910, qui critique fortement les films shinpa pour leurs histoires mélodramatiques de femmes qui souffrent des restrictions de classe et des préjugés sociaux, les films abordant des sujets contemporains sont finalement appelés gendaigeki par opposition au jidaigeki dans les années 1920, même si les histoires shinpa sont encore adaptées au cinéma pendant des dizaines d'années. Sur scène, le théâtre shinpa ne rencontre plus autant de succès après l'ère Taishō, mais de bons dramaturges tels que Matsutarō Kawaguchi, des actrices comme Yaeko Mizutani et des trésors nationaux vivants comme Rokurō Kitamura et Shōtarō Hanayagi aident à garder la forme vivante. Le shinpa exerce aussi une influence sur le théâtre coréen (en) moderne via le genre shinp’a (신파). Au Japon, la troupe Gekidan shinpa continue de jouer, profitant notamment de l'engagement d'acteurs kabuki.

## Source de la traduction
- (en) Cet article est partiellement ou en totalité issu de l’article de Wikipédia en anglais intitulé « Shinpa » (voir la liste des auteurs).